# .30-30 Winchester
La cartuccia .30-30 Winchester, chiamata anche .30 Winchester Center Fire (7.8 × 51mmR) fu commercializzata per la prima volta all'inizio del 1895 per il fucile a leva modello Winchester Model 1894. La .30-30 (noto anche come thirty-thirty, in italiano trenta-trenta), era la prima cartuccia per fucili sportivi degli Stati Uniti, a canna piccola, progettata per l'utilizzo con la polvere infume.